# Étienne-François Le Tourneur

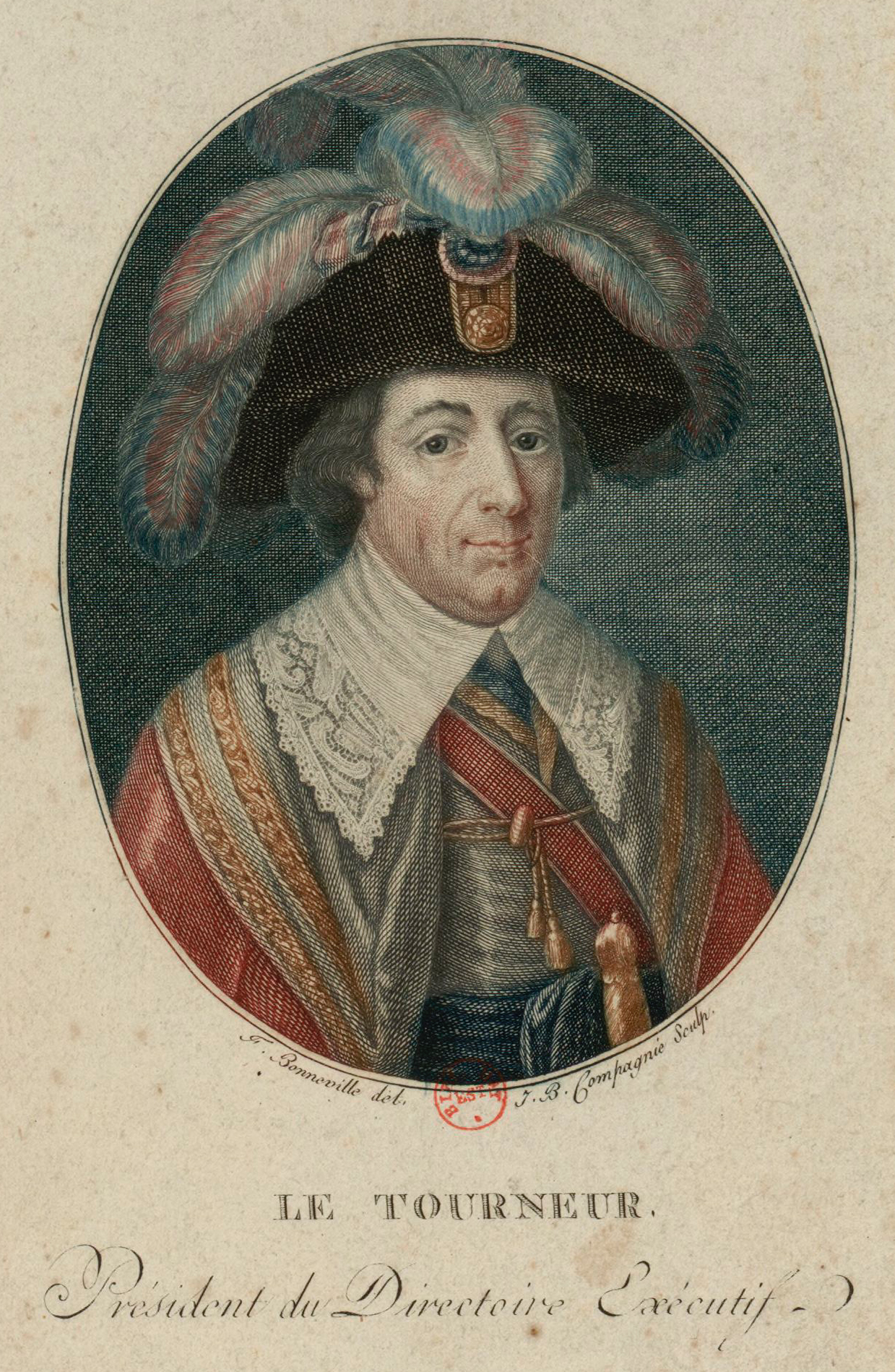
Etienne-François Letourneur

Étienne-François-Louis-Honoré Le Tourneur, genannt Le Tourneur de la Manche (* 15. März 1751 in Granville; † 4. Oktober 1817 in Laken) war ein französischer Militär und Politiker in der Revolutionszeit sowie im darauf folgenden Konsulat und Empire.
Le Tourneur trat 1768 in die Militäringenieursschule von Mézières ein und diente zuerst an verschiedenen Orten in Nordfrankreich, dann in Cherbourg. Dort wurde er Vorsitzender des Jakobinerklubs und 1791 als Vertreter des Départements Manche in die Nationalversammlung entsandt. 1792 wurde er als Delegierter des Départements ins Nationalkonvent gewählt, wo er Mitglied des Kriegskomitees war. Obwohl er dem Prozess gegen Ludwig XVI. kritisch gegenüberstand, stimmte er für dessen Hinrichtung.
Ab 1793 war Le Tourneur zeitweise mit militärischen Aufgaben in Südfrankreich beauftragt, die ihn über längere Zeiträume von Paris fernhielten; u. a. beaufsichtigte er die Reorganisierung der französischen Mittelmeerflotte in Toulon nach dem Ende der dortigen Kämpfe mit royalistischen inländischen Kräften und deren ausländischen Verbündeten.

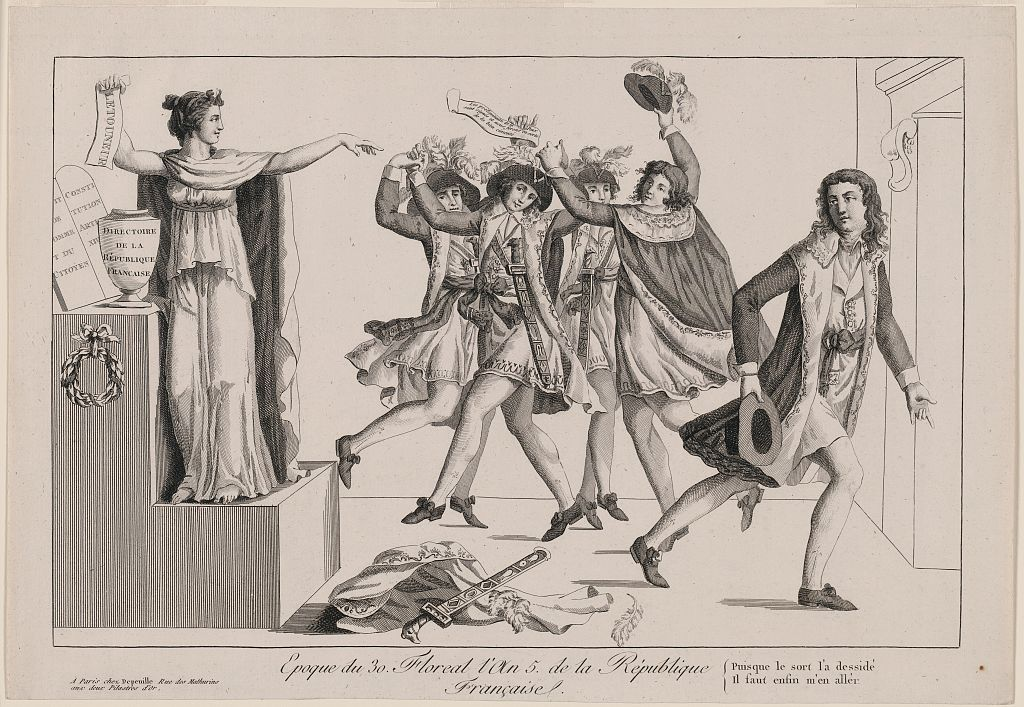
Zeitgenössische Karikatur zum Ausscheiden Le Tourneurs aus dem Direktorium: Die Republik weist ihm die Tür, seine Direktoriumskollegen tanzen vor Freude.

Von August bis Oktober 1795 gehörte Le Tourneur dem kurz vor seiner Auflösung stehenden Wohlfahrtsausschuss an. Danach erhielt er ab November des Jahres als Direktor für Marineangelegenheiten einen Sitz im 1. Direktorium (bis Mai 1797). Am 9. Juni 1797 wurde ihm der Generalsrang verliehen und der Posten des Generalinspekteurs der Artillerie übertragen.
Im März 1800 ernannte Napoleon Bonaparte ihn zum Präfekten des Départements Loire-Inférieure (heute Département Loire-Atlantique), 1810 zum Berater am Cour des comptes. Nach dem endgültigen Ende der napoleonischen Herrschaft ging Le Tourneur ins Exil – wegen seiner Unterstützung des Schuldspruchs gegen Ludwig XVI. galt er im Frankreich der Restaurationszeit als Königsmörder – und verbrachte seinen Lebensabend ab 1816 im heutigen Belgien.